# День міліції

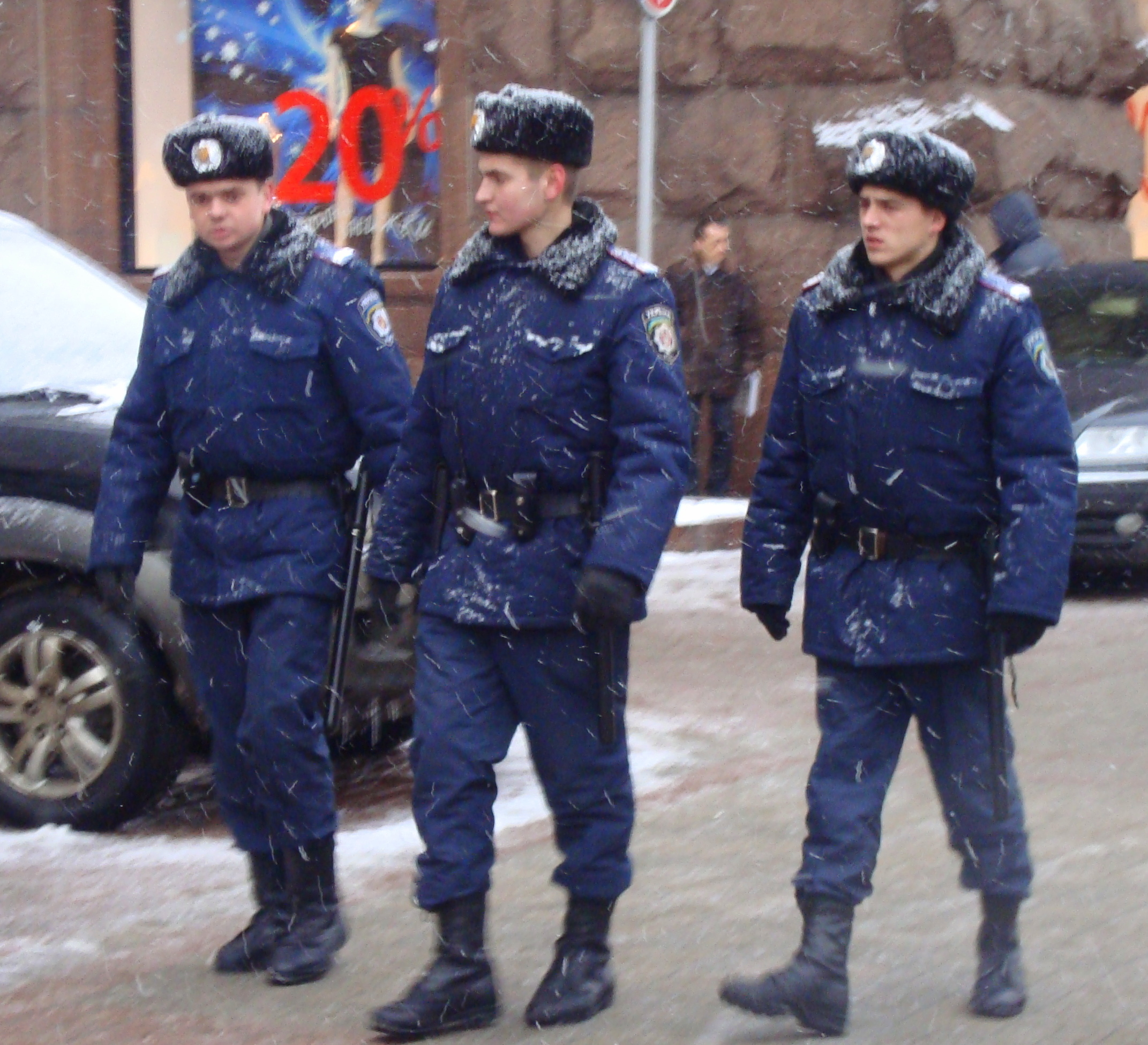
Міліція України

День міліції (до 1991 року — День радянської міліції) — радянське свято, яке було встановлено указом Верховної ради СРСР від 26 вересня 1962 року. Святкувалося саме 10 листопада, оскільки в цей день в 1917 р народний комісаріат внутрішніх справ прийняв постанову про створення робочої міліції.

## Історія свята
10 листопада 1917 року Народний комісаріат із внутрішніх справ РРФСР видав постанову про створення робітничо-селянської міліції. У 1919 році В.Ленін підписав декрет РНК РРФСР «Про радянську робітничо-селянської міліції», а в 1920 році ВЦВК затвердив перше положення «Про робітничо-селянської міліції».
До 1931 року міліція перебувала у віданні місцевих Рад, потім — у системі Наркомату, з 1946 року — в союзно-республіканському Міністерстві внутрішніх справ СРСР.
26 вересня 1962 року на згадку про це Указом Президії Верховної Ради СРСР було установлене щорічне свято — День міліції.
18 квітня 1991 року набув чинності федеральний закон РРФСР «Про міліцію». У Законі зачіпаються питання загального положення, організація міліції в РРФСР, обов'язки і права міліції, застосування міліцією фізичної сили, спеціальних засобів і вогнепальної зброї, служба в міліції, гарантії правового і соціального захисту працівників міліції.
З 8 квітня 1999 року набув чинності федеральний закон "Про внесення змін і доповнень до Закону РРФСР «Про міліцію». У законі в новій редакції викладено статтю, що визначає завдання міліції. Їй доручено забезпечувати безпеку особистості, припинення злочинів та адміністративних правопорушень, а також захищати приватну, державну, муніципальну та інші форми власності.
Після набрання чинності нового закону «Про поліцію» 1 березня 2011 року «міліція» у Російській Федерації була перейменована в «поліцію». А професійне свято, яке зараз називається «день міліції», святкується щорічно 10 листопада.
В Україні День міліції (до перетворення структури у Національну поліцію України) святкувався щороку 20 грудня (у цей день 1990 року було прийнято Закон України "Про міліцію").